# Alberto Curtolo
Alberto Curtolo (Breda di Piave, Província de Treviso, 14 d'agost de 1984) és un ciclista italià, ja retirat, que fou professional entre el 2006 i el 2008. Sempre va córrer a l'equip Liquigas. En el seu palmarès destaca una etapa al Tour de Berlín del 2007.

## Palmarès
- 2002
  - Vencedor d'una etapa a la Tre Ciclistica Bresciana
- 2005
  - Vencedor d'una etapa a la Volta a l'Estat de São Paulo
  - Vencedor d'una etapa al Tour de Berlín
- 2007
  - Vencedor d'una etapa al Giro del Friül-Venècia Júlia